# Хорт (коктейль)
Хорт (англ. Greyhound) — це коктейль, який складається із джину та грейпфрутового соку, змішаних у шейкері, подається з льодом. Якщо край келиха був посолений, напій замість цього називається соленим собакою.

## Історія
Рецепт подібного коктейлю під назвою «Greyhound» з'являється в журналі Harper's за 1945 рік (том 191, сторінка 461) таким чином: "Коктейлі були виготовлені з горілки, цукру та консервованого грейпфрутового соку. – Хорт. Цей коктейль подавали в популярній мережі ресторанів Greyhound, розташованій на автобусних терміналах, під назвою «Post House».
До 1945 року горілка була незвичайним спиртним напоєм, і більшість напоїв, які сьогодні вважаються «класичними коктейлями», і для яких потрібна горілка, спочатку містили джин. Оскільки популярність горілки зросла після війни, а популярність джину зменшилася, багато популярних коктейлів збереглися, хоча й замінили джин горілкою. Найпомітнішим з них є мартіні, який до 1945 року завжди готували з джином.
Причина того, що більшість коктейлів під час і відразу після заборони готувалися з солоними або цукровими обідками, полягає в тому, що якість алкогольних напоїв була не такою привабливою.

## Гарнір
Для хорта підходить твіст лайма або лимона.

## Варіації
- Горілчаний хорт: використовується горілка замість джину.

- Солоний собака: має солоний обідок на склянці, іноді використовують горілку.

- Далматин: сироп з чорного перцю та горілку.

- Італійський хорт: використовується виключно кампарі та горілка.[2]

Деякі подібні коктейлі використовують грейпфрутову газовану воду замість грейпфрутового соку, зокрема фінський Lonkero (готова до вживання суміш грейпфрутової газованки та джину) і мексиканський Paloma (грейпфрутова газованка та текіла).